# ファルコムレーベル
ファルコムレーベル (Falcom Label) は、日本ファルコムがゲームミュージックを専門に扱うために設立したレーベルである。

## 概要
1988年にファルコムレーベルとして発足。レーベルの発足から、同社のオリジナルサウンドトラックや『ファルコムスペシャルBOX』『パーフェクトコレクション』シリーズ、『ボーカルコレクション』シリーズをはじめ、『ぽっぷるメイルパラダイス』などのCDドラマシリーズを含めると、日本ファルコム関連だけで約120タイトル以上が発売された。
レーベル発足当初はキングレコードと提携してレーベルの発売を担当していた。1998年12月に発売した「VERY BEST OF 英雄伝説III」を最後に提携は解消し、ファルコムが自社レーベルにて継続的にCDを発売をしている。2005年、マーベラスエンターテイメント（現：マーベラス）と業務提携を結んだ。また、iTunes Storeや、Spotifyを通しての音楽配信も積極的に行っている。

## 参加アーティスト
- 羽田健太郎
- 寺嶋民哉
- 森口博子
- 米光亮
- 奥慶一
- 南翔子
- 新居昭乃
- 難波弘之
- 杉本理恵
- J.D.K.BAND
- ANTHEM